# Sede da Fazenda Tenente Carrito
A sede da Fazenda Tenente Carrito foi um casarão rural do século XIX, construída por Carlos de Oliveira de Mello Franco, o Tenente Carrito. Localiza-se no município de Itapetininga, no estado de São Paulo. Foi tombado pelo Condephaat (Conselho de Defesa do Patrimônio Histórico), em 1982.
Foi construído em estilo colonial característico dos sítios bandeiristas. Apresenta paredes em taipa de pilão e pau a pique, sua cobertura é feita de telhas do tipo capa e canal em quatro águas. A varanda foi alterada com a introdução de paredes de alvenaria de tijolos e a cozinha se localizava no prolongamento da edificação.
A edificação que já vinha desmoronando, foi demolida por causa do seu péssimo estado de conservação, por isso, seu tombamento foi alterado para a nova Resolução 19 de 17 de março de 2016 que determina a proteção legal da área onde existia a construção.